# Арно, Люсьен
Эмиль Люсьен Арно́ (фр. Émile-Lucien Arnault; 1 октября 1787, Версаль — 24 апреля 1863, Париж) — французский драматург и театральный режиссёр.
Родился в семье драматурга Антуана Арно, образование получил в коллеже Сент-Барб и в Национальном военном училище в Сен-Сире. Затем получил юридическое образование и начал работать на административных должностях. Был аудитором Государственного совета, в 1808 году был назначен интендантом Истрии, Триеста и Иллирийских провинций Французской империи; в 1810 году вернулся во Францию, в 1813 году был назначен супрефектом Шатору. Этот пост он занимал до Первой реставрации Бурбонов, во время наполеоновских Ста дней был префектом Ардеша.
В 1815 году, во время Второй реставрации, был смещён и отправился в изгнание вместе с отцом. Во Францию вернулся в 1818 году и, поселившись в Оверни, посвятил себя литературе и начал сотрудничать с театром Комеди Франсез, для которого написал несколько трагедий, шедших на сцене с большим успехом и содержавших политический подтекст. Наиболее известными из них стали «Pertinax» (о римском императоре Пертинаксе) и «Régulus» (о полководце Марке Атилии Регуле; поставлена в Париже в 1822 году). После Июльской революции вернулся на государственную службу, был последовательно префектом департамента Сона и Луара с августа 1830 по январь 1831 года и департамента Мёрт с 1 февраля 1831 до революции 1848 года. После установления режима Второй республики полностью ушёл в частную жизнь.
Известные трагедии его авторства: «Pierre de Portugal» (1823), «Le dernier jour de Tibère» (1828). Ему принадлежат также исторические драмы: «Catherine de Médicis aux Etats de Blois» (1829), «Gustave Adolphe» (1830). Полное собрание его сочинений издано Франсуа (2 тома, Париж, 1865).